# 2274 Ehrsson
2274 Ehrsson este un asteroid din centura principală, descoperit pe 2 martie 1976 de Claes Lagerkvist.